# 魂のふる里 (アルバム)
『魂のふる里 ESSENCE OF HIRASAWA SOLO WORKS』（たましいのふるさと エッセンス オブ ヒラサワ ソロ ワークス）は、平沢進の1枚目となるベスト・アルバム。1992年5月2日にポリドール（現:ユニバーサルミュージック）より発売された。

## 解説
本作は1989年から1992年にかけて発表されたソロアルバム・シングルの厳選曲及び1992年に放送されたTVドキュメンタリー『カムイ・ミンタラ』の主題歌を収録している。

## 収録曲
曲の詳細解説については各アルバム・シングルの項目を参照。
1. 魂のふる里 - Root of Spirit
『時空の水』収録曲。
2. カムイ・ミンタラ - Kamui Mintara
TVドキュメンタリー『カムイ・ミンタラ』の主題歌。
3. 嵐の海 - Stormy Sea
『Virtual Rabbit』収録曲。
4. フィッシュ・ソング - Fish Song
『サイエンスの幽霊』収録曲。
5. 山頂晴れて - Clear Mountain Top
『Virtual Rabbit』収録曲。
6. 金星 - Venus
『時空の水』収録曲。
7. ハルディン・ホテル [Fractal Terrain Track] - Haldyn Hotel [Fractal Terrain Track]
シングル『バンディリア旅行団』収録曲。
8. ロケット - Rocket
『サイエンスの幽霊』収録曲。
9. スケルトン・コースト公園 - Skeleton Coast Park
『時空の水』収録曲。
10. ヴァーチュアル・ラビット - Virtual Rabbit
『Virtual Rabbit』収録曲。
11. バンディリア旅行団 - Bandiria Travellers
『Virtual Rabbit』収録曲。

## 参加ミュージシャン
- 平沢進 - ギター、シンセサイザー、ボーカル、コーラス、コンピュータープログラミング、エレクトリックベース (フィッシュ・ソング)
- 友田真吾 - ドラムス (金星、フィッシュ・ソング)
- 今堀恒雄 - エレクトリックベース (スケルトン・コースト公園)
- 金子飛鳥グループ - 弦 (魂のふる里)
- 有島"神尾"明朗 - バックグラウンド・ボーカル (ハルディン・ホテル [Fractal Terrain Track])
- 秋元一秀 - バックグラウンド・ボーカル (ハルディン・ホテル [Fractal Terrain Track])、コーラス (ロケット)、エレクトリックベース (フィッシュ・ソング)
- 三宅純 - ストリングス・アレンジ (魂のふる里)
- 峰島敏彰 - 箔押し (魂のふる里)
- 原田ヒロシ - 民謡コーラス (スケルトン・コースト公園)
- 戸川純 - ボーカル、バックグラウンド・ボーカル (ロケット)
- 秋山勝彦・大田裕司・見城裕一・竹内修・平沢裕一・古川正弘 - コーラス (ロケット)
- 竹内修・山口宙樹・鎮西正憲・見城裕一 - バッキング・ボーカル (ヴァーチュアル・ラビット、山頂晴れて)
- 綾部綠・大沢真人・桐山なぎさ・栗丸かおり・船山嘉秋・宮田浩久・両角里香・山本裕樹 - 弦 (フィッシュ・ソング)
- 松本かよ - ストリングス・アレンジ (フィッシュ・ソング)
- 東京混声合唱団 - バッキング・ボーカル (バンディリア旅行団)
- 内田輝 - ストリングス (バンディリア旅行団)
- 髙橋 BOB 敏彦・藤井一彦・藤井ヤスチカ - バッキング・ボーカル/コーラス (山頂晴れて)